# A Ilha dos Prazeres Proibidos
A Ilha dos Prazeres Proibidos é um longa-metragem brasileiro lançado em 15 de janeiro de 1979. Trata-se do maior sucesso de bilheteria do diretor Carlos Reichenbach, tendo levado 4 milhões de espectadores aos cinemas. As filmagens do longa ocorreram em apenas três semanas, nas cidades de São Paulo, Peruíbe, Itanhaém e Iguapé.

## Sinopse
O filme narra a história de Ana Medeiros, uma falsa jornalista que foi contratada por um órgão de extrema direita para eliminar dois pensadores considerados subversivos que vivem numa ilha. Usando como pretexto fazer uma reportagem com pessoas que têm a cabeça a prêmio, ela segue em direção à ilha paradisíaca, que é uma espécie de reduto da liberação sexual.

## Elenco
- Neide Ribeiro como Ana Medeiros
- Roberto Miranda como Sérgio Lacerda
- Meiry Vieira
- Fernando Benini como Nilo Baleeiro
- Zilda Mayo
- Teca Klauss
- Olindo Dias
- José Maia Neto
- Fátima Porto
- Carlos Casan como William Solanas